# Pierre Hérigone
Pierre Hérigone, latinizzato sotto la forma Petrus Herigonius (1580 – Parigi, 1643), è stato un matematico e astronomo francese.

## Biografia
Di origine basca, Hérigone insegnò a Parigi quasi tutta la sua vita. È l'autore di un Cursus mathematicus, nova, brevi, et clara methodo demonstratus, per notas reales et universales, citra usum cujuscunque idiomatis intellectu faciles (pubblicato a Parigi in sei volumi tra il 1634 e il 1637; seconda edizione 1644), un riassunto di matematica e logica elementare redatto in francese e in latino. Questo libro si proponeva di utilizzare un simbolismo logico particolare per migliorare lo studio della matematica. Per lo storico della matematica Florian Cajori, Hérigone "prese completamente coscienza dell'importanza della notazione e non ebbe alcuno scrupulo ad introdurre un sistema simbolico completo".
Hérigone fu il primo ad introdurre la notazione per descrivere l'angolo. Usava la notazione "<" (pur riprendendo il simbolo di Thomas Harriot) per scrivere "più piccolo di". 

Introdusse anche il simbolo "T" per esprimere che due rette sono perpendicolari. Riguardo alla notazione degli esponenti, Hérigone scriveva a , a2 , a3 , ecc. (quindi gli esponenti non erano elevati come usiamo oggi). Il lavoro di Hérigone contiene anche un certo numero di termini matematici utilizzati in seguito, come parallelipipedum (parallelepipedo).
Precursore della Mnemotecnica dei numeri, Hérigone nel suo Cursus Mathematici (1634) immaginò di fare corrispondere le cifre alle consonanti dell'alfabeto, aggiungendo poi le vocali dove necessario in modo da formare parole facili da ricordare:
1 = (t, d)
2 = (n)
3 = (m)
4 = (r)
5 = (l, gl)
6 = (j, ch, sh)
7 = (c, k, g)
8 = (f, v, ph)
9 = (p, b)
10 = (z, s)
es. 1582 = DLFN = DeLFiNo

## La camera oscura di Hérigone
Nel suo cursus mathematicus (capitolo 6, pagina 113), Hérigone descrive una camera oscura avente la forma di coppa senza illustrarla con precisione, ma Johann Zahn riprese quest'idea nel suo Oculus Artificialis Teledioptricus Sive Telescopium (1685). la camera oscura di Hérigone era più una curiosità che altro, che permetteva al suo utente di sorvegliare altre persone mentre si beveva. Lo specchio inclinato a 45° di quest'apparecchio era fornito di un diaframma stilizzato, mentre il recipiente stesso consisteva in una tazza di vetro attraverso il quale l'immagine era vista.
Hérigone partecipò a molte commissioni scientifiche di cui una, comprendente Étienne Pascal e Claude Mydorge, era incaricata di valutare l'efficacia di un metodo proposto da Jean-Baptiste Morin per trovare la longitudine seguendo il movimento della Luna.
Un cratere della Luna ha il suo nome.